# Michał Bednarz
Michał Bednarz (ur. 26 września 1939 w Skrzyszowie, zm. 29 sierpnia 2020 w Tarnowie) – polski duchowny katolicki, doktor habilitowany nauk teologicznych, nauczyciel akademicki, biblista.

## Życiorys
Pochodzi z parafii św. Stanisława BM w Skrzyszowie. W 1957 roku, zaraz po ukończeniu szkoły średniej, wstąpił do Wyższego Seminarium Duchownego w Tarnowie. 29 czerwca 1963 roku przyjął święcenia kapłańskie z rąk bpa Jerzego Ablewicza.
Do 1964 roku pracował jako wikariusz w parafii św. Jana Chrzciciela w Łącku. W latach 1964–1968 studiował teologię biblijną na Katolickim Uniwersytecie Lubelskim (licencjat nauk teologicznych w zakresie biblistyki). Kolejne studia odbywał w latach 1968-1969 w Papieskim Instytucie Biblijnym w Rzymie (licencjat nauk biblijnych), a następnie we Francuskiej Szkole Biblijnej i Archeologicznej w Jerozolimie (1969-1971). Pracę doktorską w zakresie teologii biblijnej obronił na Papieskim Uniwersytecie św. Tomasza w Rzymie w 1971 roku. W 2001 roku habilitował się na Papieskiej Akademii Teologicznej w Krakowie.
Był wykładowcą egzegezy Nowego Testamentu, historii zbawienia, teologii biblijnej, archeologii i geografii Palestyny w Wyższym Seminarium Duchownym w Tarnowie (1971-2015), Wyższym Seminarium Duchownym Redemptorystów w Tuchowie (1984-2000), Wyższym Seminarium Duchownym w Rzeszowie (1993-2012) oraz Wyższym Seminarium Duchownym w Gródku Podolskim na Ukrainie (2002-2012). W latach 1998–2015 wykładał Pismo Święte na Wydziale Teologicznym Uniwersytetu Papieskiego w Krakowie sekcja w Tarnowie, gdzie był adiunktem, kierownikiem katedry nauk biblijnych i patrystycznych, a następnie kierownikiem katedry Nowego Testamentu. Był też promotorem wielu prac magisterskich, autorem licznych książek, artykułów naukowych i popularnonaukowych oraz audycji radiowych.
Pełnił obowiązki referenta duszpasterstwa inteligencji, sędziego prosynodalnego, diecezjalnego duszpasterza pracowników służby zdrowia, delegata Biskupa Diecezjalnego do oceny ksiąg treści religijnej, asystenta kościelnego Klubu Inteligencji Katolickiej w Tarnowie, przewodniczącego Komisji do spraw Apostolstwa Świeckich IV Synodu Diecezji Tarnowskiej, redaktora "Tarnowskich Studiów Teologicznych”, członka Rady Programowej Diecezjalnego Radia "Dobra Nowina” oraz członka Komisji Teologicznej w procesie kanonizacyjnym Sługi Bożej Stefanii Łąckiej. W czasie stanu wojennego był opiekunem osób internowanych i duszpasterzem podziemnej "Solidarności”. Współpracował z Radiem Maryja, w którym prowadził audycję Pytania o Słowo Boże.
20 grudnia 1980 roku otrzymał diecezjalny przywilej Rochettum et Mantolettum, a 8 listopada 1992 roku przyznano mu godność Kapelana Jego Świątobliwości. W styczniu 2020 r. otrzymał medal "W Służbie Bogu i Ojczyźnie” od Samorządu Powiatu Tarnowskiego za zasługi w działaniach na rzecz niepodległości Polski, pracy na rzecz środowiska kombatanckiego oraz w propagowaniu wartości patriotycznych i chrześcijańskich.
Zmarł 29 sierpnia 2020 r. w Tarnowie. Spoczął w rodzinnym grobowcu na cmentarzu w Skrzyszowie.

## Wybrane publikacje
- Zasłuchani w Słowo Boże
- Pan woła. Refleksje o powołaniu
- Zanim zaczniemy czytać Pismo Święte
- Historia zbawienia
- Pytania do Biblii, Fundacja Nasza Przyszłość, ISBN 83-88531-30-1
- 1-2 List do Tesaloniczan. Nowy Komentarz Biblijny., Edycja Świętego Pawła
- Pisma św. Jana
- Jezus Sługą Pańskim
- Ewangelie synoptyczne
- Duszpasterski komentarz do Nowego Testamentu. Ewangelia według św. Łukasza
- Bierz i czytaj (I-III). Ewangelia św. Łukasza
- Ziemia umiłowana przez Boga